# Copa do Mundo de Futebol de Areia

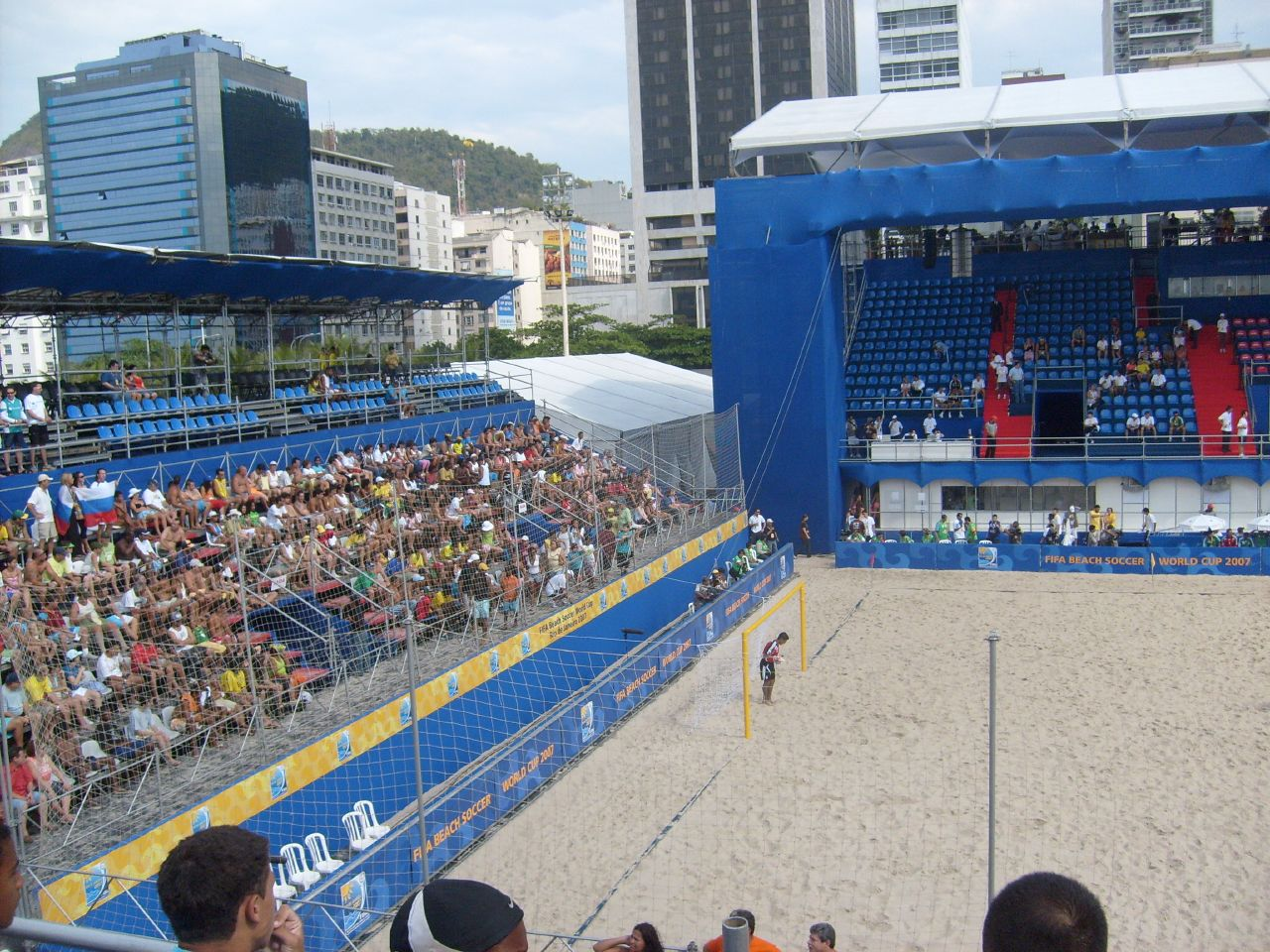
Arena da Copa do Mundo de Futebol de Areia em 2007, no Rio de Janeiro.

A Copa do Mundo de Futebol de Areia(pt-BR) ou Campeonato do Mundo de Futebol de Praia(pt-PT?), também conhecida como Copa do Mundo de Beach Soccer, é um evento organizado bi anualmente que decide o título mundial desse esporte. Antes organizada pela Beach Soccer Worldwide (BSWW), a partir de 2005 passou a ser organizada pela Federação Internacional de Futebol (FIFA), quando a entidade internacional decidiu junto com a BSWW que seria a responsável pelo futebol de areia. As primeiras edições foram realizadas anualmente, tornando-se bianual a partir de 2009.
Todas as edições da Copa até 2007 foram realizadas no Brasil, sendo na grande maioria na Praia de Copacabana, no Rio de Janeiro. A partir de 2008 a competição passou a ocorrer em todos os continentes. A edição mais recente foi realizada em 2025, nas Seicheles.
Quatro equipes conquistaram o título mundial até hoje: o Brasil em dezesseis oportunidades, Portugal e Rússia três vezes, e a França uma vez. Os franceses conquistaram a primeira edição do torneio com a chancela da FIFA, em 2005.

## Conquistas por país
Em negrito as conquistas na era-FIFA.
| Equipe         | Títulos                                                                                              | Vice-campeonatos      | Terceiro lugar                          |
| -------------- | --- | --------------------- | --------------------------------------- |
| Brasil         | 16 (1995, 1996, 1997, 1998, 1999, 2000, 2002, 2003, 2004, 2006, 2007, 2008, 2009, 2017, 2024 e 2025) | 1 (2011)              | 2 (2005 e 2013)                         |
| Portugal       | 3 (2001, 2015 e 2019)                                                                                | 3 (1999, 2002 e 2005) | 6 (2003, 2004, 2008, 2009, 2011 e 2025) |
| Rússia         | 3 (2011, 2013 e 2021)                                                                                | –                     | 2 (2015 e 2019)                         |
| França         | 1 (2005)                                                                                             | 2 (1998 e 2001)       | 1 (2006)                                |
| Uruguai        | – | 3 (1996, 1997 e 2006) | 4 (1998, 1999, 2002 e 2007)             |
| Espanha        | – | 3 (2003, 2004 e 2013) | 1 (2000)                                |
| Itália         | – | 3 (2008, 2019 e 2024) | 1 (1996)                                |
| Taiti          | – | 2 (2015 e 2017)       | –                                       |
| Estados Unidos | – | 1 (1995)              | 1 (1997)                                |
| Suíça          | – | 1 (2009)              | 1 (2021)                                |
| Bielorrússia   | – | 1 (2025)              | –                                       |
| Japão          | – | 1 (2021)              | –                                       |
| México         | – | 1 (2007)              | –                                       |
| Peru           | – | 1 (2000)              | –                                       |
| Irã            | – | –                     | 2 (2017 e 2024)                         |
| Argentina      | – | –                     | 1 (2001)                                |
| Inglaterra     | – | –                     | 1 (1995)                                |

## Aparições por país
Desde o estabelecimento do torneio em 1995, até a Copa do Mundo FIFA de 2025, 52 diferentes países disputaram o torneio em 23 edições. Entretanto somente o Brasil participou de todas as edições do torneio, tendo se consagrado vencedor em 15 edições das 22 concluídas. As seleções europeias tem dominado no quesito aparições por continente, já que 15 das 52 seleções que já participaram vieram da Europa.
Em negrito as seleções que disputaram a edição mais recente do torneio em 2025; em itálico as seleções que nunca disputaram o torneio desde que este passou a ser organizado pela FIFA em 2005:
| Aparições | País |
| --------- | --- |
| 23        | Brasil |
| 20        | Itália Portugal |
| 17        | Argentina Espanha Japão Uruguai |
| 16        | Estados Unidos |
| 12        | França |
| 10        | Senegal |
| 9         | Irã Rússia |
| 8         | Emirados Árabes Unidos Taiti |
| 7         | El Salvador México Suíça |
| 6         | Nigéria Omã Paraguai |
| 5         | Ilhas Salomão Peru |
| 4         | Alemanha Bielorrússia |
| 3         | Canadá Ucrânia Venezuela |
| 2         | África do Sul Bahrein Camarões Chile Costa do Marfim Costa Rica Países Baixos Polônia Tailândia                                                   |
| 1         | Austrália Bahamas Bélgica Colômbia Dinamarca Egito Equador Inglaterra Guatemala Madagascar Malásia Mauritânia Moçambique Panamá Seicheles Turquia |

## Maiores goleadas
As vitórias pela maior diferença de gols em cada edição:
| Edição                       | Cidade          | Fase                | Mandante | Placar | Visitante      |
| ---------------------------- | --------------- | ------------------- | -------- | ------ | -------------- |
| Campeonato Mundial BSWW 1995 | Rio de Janeiro  | Fase de grupos      | Brasil   | 16–2   | Países Baixos  |
| Campeonato Mundial BSWW 1996 | Rio de Janeiro  | Fase de grupos      | Brasil   | 13–2   | Canadá         |
| Campeonato Mundial BSWW 1997 | Rio de Janeiro  | Semifinais          | Brasil   | 14–3   | Argentina      |
| Campeonato Mundial BSWW 1998 | Rio de Janeiro  | Fase de grupos      | Brasil   | 14–1   | Itália         |
| Campeonato Mundial BSWW 1999 | Rio de Janeiro  | Fase de grupos      | Uruguai  | 10–0   | África do Sul  |
| Campeonato Mundial BSWW 1999 | Rio de Janeiro  | Fase de grupos      | Brasil   | 15–5   | França         |
| Campeonato Mundial BSWW 2000 | Rio de Janeiro  | Fase de grupos      | Brasil   | 12–3   | Alemanha       |
| Campeonato Mundial BSWW 2001 | Costa do Sauipe | Fase de grupos      | Brasil   | 11–0   | Itália         |
| Campeonato Mundial BSWW 2002 | Guarujá         | Fase de grupos      | Uruguai  | 11–2   | Argentina      |
| Campeonato Mundial BSWW 2003 | Rio de Janeiro  | Fase de grupos      | Brasil   | 13–1   | Estados Unidos |
| Campeonato Mundial BSWW 2004 | Rio de Janeiro  | Fase de grupos      | Portugal | 12–1   | Bélgica        |
| Copa do Mundo FIFA 2005      | Rio de Janeiro  | Disputa do 3º lugar | Brasil   | 11–2   | Japão          |
| Copa do Mundo FIFA 2006      | Rio de Janeiro  | Fase de grupos      | Portugal | 14–2   | Ilhas Salomão  |
| Copa do Mundo FIFA 2007      | Rio de Janeiro  | Fase de grupos      | Brasil   | 11–2   | Ilhas Salomão  |
| Copa do Mundo FIFA 2008      | Marselha        | Fase de grupos      | Portugal | 13–4   | Ilhas Salomão  |
| Copa do Mundo FIFA 2009      | Dubai           | Fase de grupos      | Brasil   | 8–1    | Bahrein        |
| Copa do Mundo FIFA 2009      | Dubai           | Disputa do 3º lugar | Portugal | 14–7   | Uruguai        |
| Copa do Mundo FIFA 2011      | Ravenna         | Fase de grupos      | Portugal | 11–2   | El Salvador    |
| Copa do Mundo FIFA 2013      | Papeete         | Fase de grupos      | Brasil   | 8–3    | Senegal        |
| Copa do Mundo FIFA 2013      | Papeete         | Quartas de final    | Taiti    | 6–1    | Argentina      |
| Copa do Mundo FIFA 2015      | Espinho         | Fase de grupos      | Omã      | 7–2    | Costa Rica     |
| Copa do Mundo FIFA 2015      | Espinho         | Fase de grupos      | Portugal | 7–2    | Argentina      |
| Copa do Mundo FIFA 2015      | Espinho         | Fase de grupos      | Itália   | 6–1    | Costa Rica     |
| Copa do Mundo FIFA 2017      | Nassau          | Fase de grupos      | Senegal  | 9–0    | Equador        |
| Copa do Mundo FIFA 2017      | Nassau          | Fase de grupos      | Senegal  | 10–1   | Bahamas        |
| Copa do Mundo FIFA 2019      | Luque           | Fase de grupos      | Brasil   | 12–2   | Nigéria        |
| Copa do Mundo FIFA 2021      | Moscou          | Quartas de final    | Suíça    | 10–1   | Uruguai        |
| Copa do Mundo FIFA 2024      | Dubai           | Fase de grupos      | Portugal | 8–2    | México         |
| Copa do Mundo FIFA 2025      | Vitória         | Fase de grupos      | Omã      | 1–11   | Brasil         |